# Google

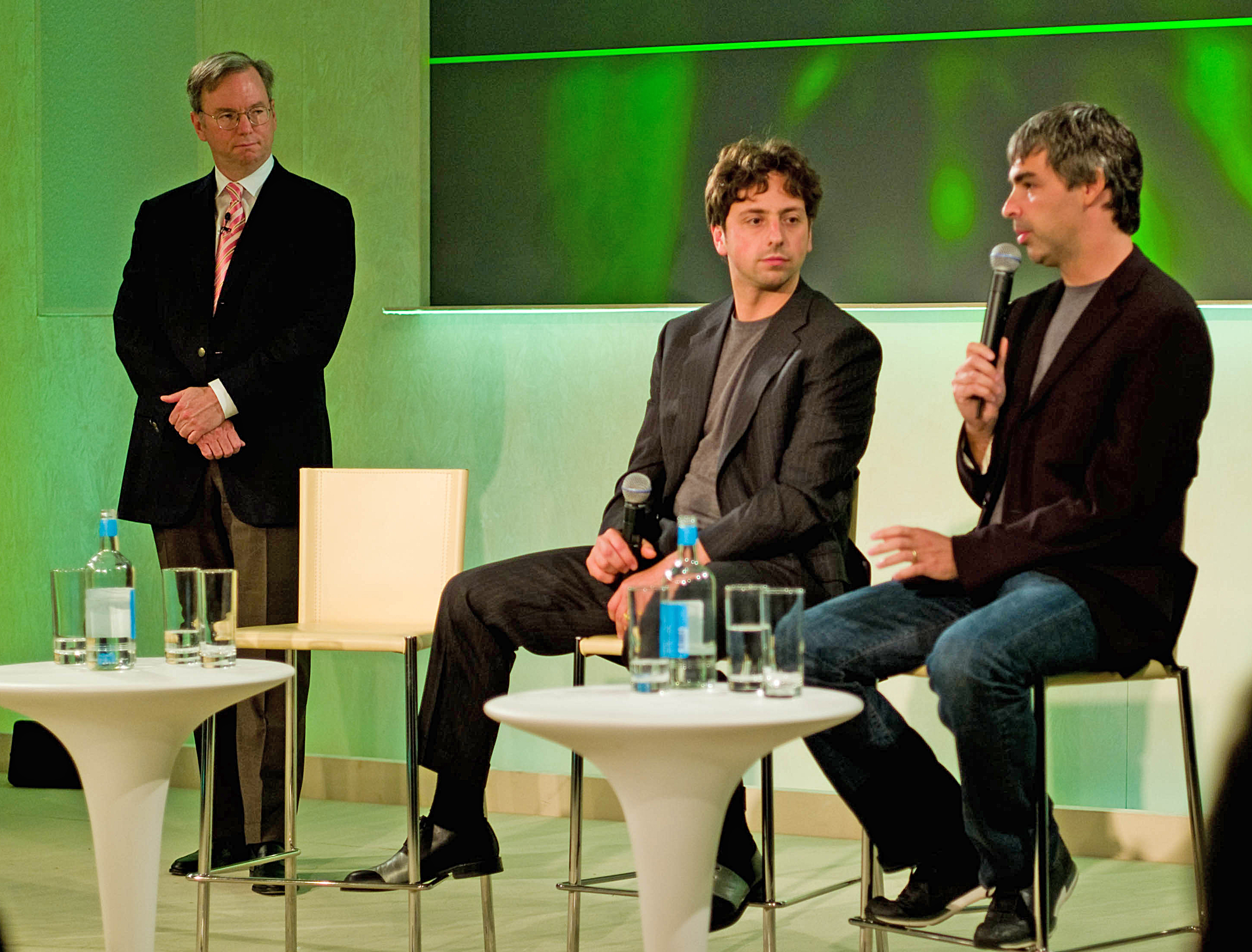
Zleva: Eric E. Schmidt, Sergey Brin a Larry Page

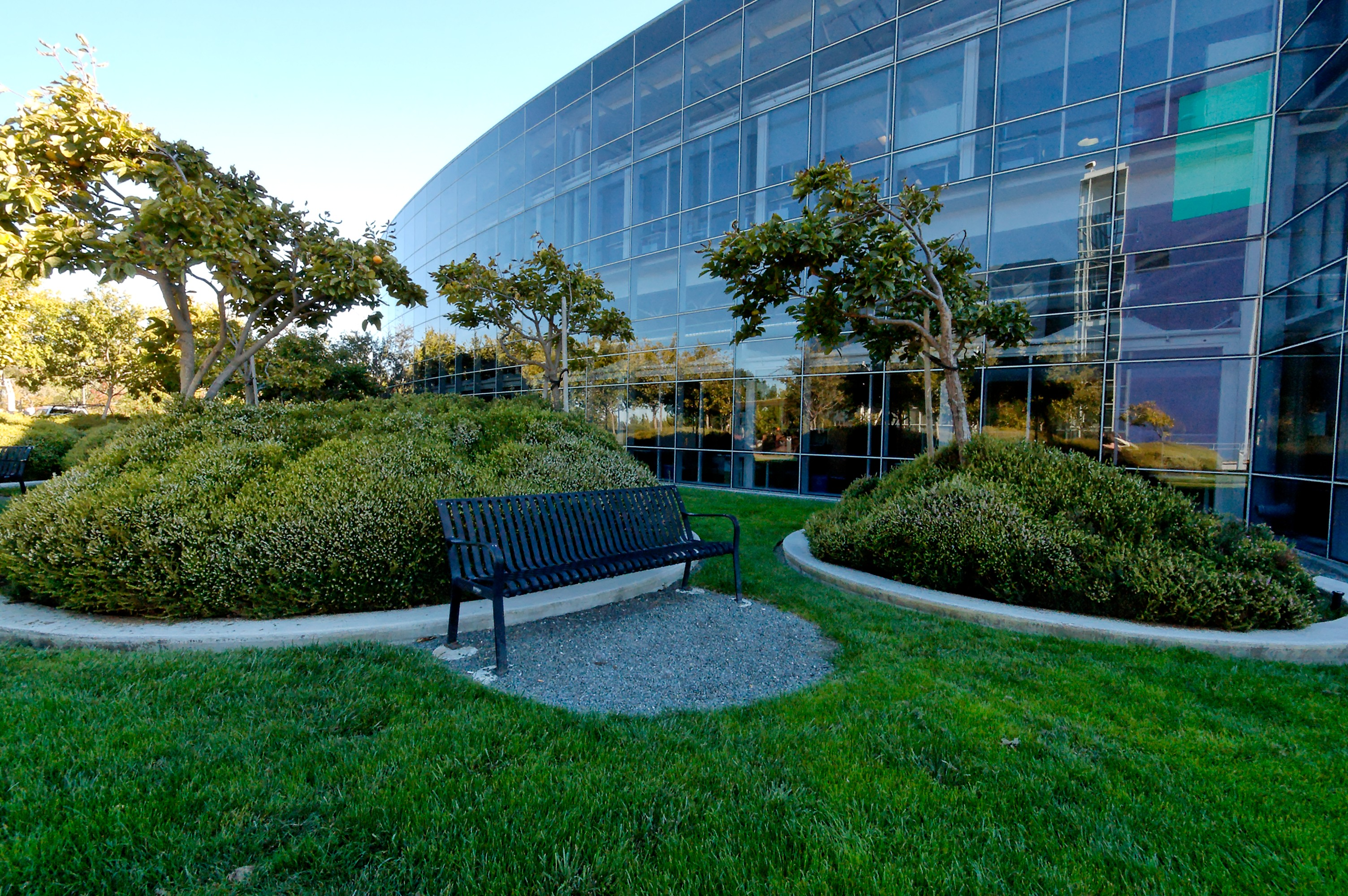
Google kampus

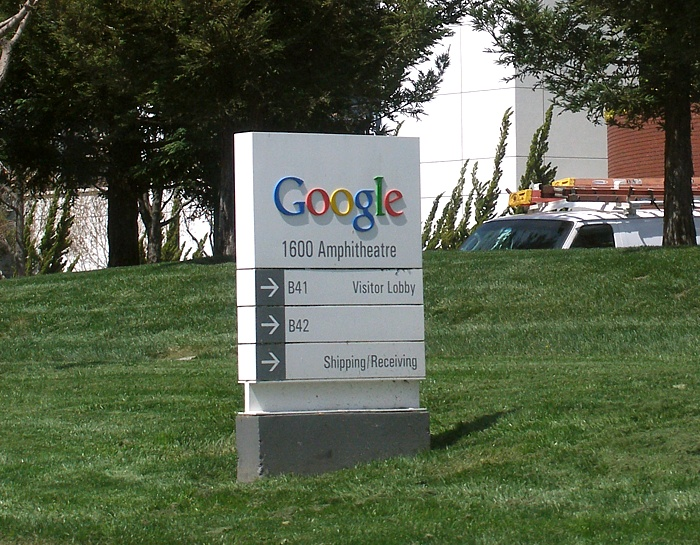
Rozcestník Google

Google LLC [gu:gl]IPA je americká společnost sídlící v Mountain View v Silicon Valley jižně od San Francisca v Kalifornii; její areál je přezdíván Googleplex. Je vlastněna holdingovou společností Alphabet Inc. Od podzimu 2006 je Google oficiálně zastoupen pobočkou v Česku, sídlící v Praze. Společnost je známá především díky svému internetovému vyhledávači Google (popřípadě díky internetovému prohlížeči Google Chrome), který je ve světě široce rozšířen a jedná se o nejužívanější internetový vyhledávač současnosti na světě. Povědomí o vyhledávači Google je tak obecně rozšířené, že se dnes již používá i sloveso googlovat či googlit ve smyslu hledat na internetu. V roce 2006 se toto sloveso objevilo v Oxford English Dictionary. Z hlediska českého jazyka se Google skloňuje dle vzoru hrad (Google, bez Googlu…).
V roce 2006 se podle pravidelného průzkumu Brandz Top 100 agentury Millward Brown ve spolupráci s ekonomickým deníkem Financial Times stal Google nejcennější značkou světa s hodnotou 66,434 miliardy dolarů, což znamená meziroční růst o 77 procent.
Název Google vychází ze slova „googol“, označujícího číslo složené z jedničky a sta nul (10100), které bylo poprvé použito v roce 1938 devítiletým Miltonem Sirrotou, synovcem amerického matematika Edwarda Kasnera.

## Historie

### Počátky
Google založili Sergey Brin a Larry Page v roce 1998. Práce na projektu ovšem začala již v lednu 1996. Doména google.com byla zaregistrována 15. září 1997, 4. října 1998 pak vznikla i společnost Google Inc. Datum vzniku společnosti Google bylo pak zpětně stanoveno na 27. září.
Do konce roku 1998 indexoval vyhledávač 60 milionů stránek. Na rozdíl od ostatních vyhledávačů se lišil nepoužíváním vyskakovacích oken s reklamou.
V březnu 1999 se společnost Google přestěhovala na 165 University Ave v Palo Alto. V roce 2003 si Google pronajal areál Silicon Graphics v Mountain View, kde postupně vznikl areál Googleplex. V roce 2006 areál odkoupila za 319 milionů dolarů.

### 2000 až 2005
V roce 2000 byl spuštěn reklamní program AdWords, cena začínala na 5 centech za kliknutí. Zachován byl jednoduchý textový vzhled placených odkazů.
V roce 2001 byl vyměněn CEO společnosti, jmenován byl Eric Schmidt. Zprovozněno bylo také vyhledávání obrázků Google Images s 250 miliony obrázků. V důsledku útoků 11. září zaznamenal Google významné zvýšení popularity, neboť jeho masivní infrastruktura dokázala ustát zvýšený zájem lidí o informace.
V roce 2002 vyhrál Google naprostou většinu kategorií soutěže indexérů Searchenginewatch. Vznikla také funkce Foogle, která dnes existuje jako Nákupy Google. V roce 2003 začal Google vyhledávat i v knihách (Google Books Search). Digitalizováno bylo zpočátku 15 milionů knih.
V roce 2004 vznikla sociální síť Orkut, která byla v roce 2014 změněna na Google+ a nakonec zrušena. 1. dubna 2004 byla spuštěna služba Gmail. Na konci roku 2004 bylo indexováno 8 miliard položek.
V roce 2005 byly spuštěny další dvě významné služby: v únoru Mapy Google a v dubnu analytický systém Urchin, dnes známý jako Google Analytics. 17. srpna 2005 Google odkoupil systém Android.

### Po roce 2016
V roce 2019 dostal Google pokutu 50 milionů $ od Francie za porušení nařízení GDPR. Mateřská společnost Google Alphabet Inc. byla v té době takovouto částku schopna vydělat za asi čtyři hodiny.
V květnu 2019 vypověděl Google čínské společnosti Huawei smlouvu, která umožňovala společnosti Huawei využívat klíčové neotevřené komponenty systému Android. Po přechodnou dobu 90 dní mohl Huawei nakupovat služby a komponenty za účelem zachování stávajících sítí a aktualizací, ale ne pro tvorbu nových výrobků. Vypovězení smlouvy v podstatě znamená téměř úplnou likvidaci společnosti Huawei na západním trhu.
V roce 2019 dosáhl de facto monopolního postavení v oblastech mobilních operačních systémů, webových prohlížečů, vyhledávání, online reklamy a online videa. Operační systém Android měl podíl na trhu asi 70 %, 28 % trhu pokrýval iOS, který je ale svázán s produkty Apple. Ostatní open source projekty jako LiteOS nebo PureOS měly zastoupení na trhu minimální. S Androidem dokázal Google zničit vývoj operačního systému Windows Mobile. V oblasti prohlížečů měl Google Chrome podíl 65 % na trhu, ovšem díky tomu, že se z prohlížeče Microsoft Edge stal prohlížeč založený na Chromiu, zůstaly jako konkurence pouze prohlížeče Mozilla Firefox s 9,6 % podílu na trhu a Safari s 3,7 % podílu na trhu. Díky spojení monopolního postavení prohlížeče Googlu, klíčové role ve standardizační asociaci W3C a mnoha vývojářů online aplikací získal schopnost plně určovat další vývoj.

## Internetové Vyhledávání Google
Vyhledávání Google je v současnosti nejpoužívanější světový internetový vyhledávač.
Vyhledávač každodenně obslouží přes dvě miliardy dotazů, probíhá na něm 47,7 % vyhledávání (zdroj: Nielsen//NetRatings, vyhledavače.info). Kromě webových stránek umí prohledávat také obrázky, usenetové diskusní skupiny, zpravodajské servery a nabídky on-line prodeje. Od ledna 2012 dokáže vyhledávat i osoby a stránky na své vlastní sociální síti Google+. V červnu 2005 dokázal Google hledat v 8,05 miliardy stránek, 1,3 miliardy obrázků a více než miliardě zpráv z diskusních skupin. Většinu tohoto obsahu také archivuje. I tak ale mapuje přibližně pouze 7 % webu. Google nabízí své rozhraní v mnoha jazycích včetně češtiny. Výsledky vyhledávání lze omezit podle místa, jazyka a času zveřejnění.
Vyhledávač původně navrhli Sergey Brin a Larry Page v rámci svého výzkumu na Stanfordově univerzitě, aby ověřili funkčnost svého algoritmu pro ohodnocování webových stránek PageRank. Záhy se ukázalo, že kvalita jeho výsledků natolik převyšovala tehdy dostupné vyhledávače, že je Google v krátké době téměř převálcoval.
Kromě řazení výsledků podle PageRanku bylo v Googlu novinkou i kladení důrazu na vyhledávání frází (takže se nestávalo, že víceslovný dotaz vrátil stránky, kde se tato slova vůbec nevyskytovala pohromadě) a ukládání plného textu indexovaných stránek (které umožňovalo u výsledných stránek rovnou zobrazovat relevantní fragmenty textu). V roce 2010 získalo vyhledávání společnosti Google poprvé první místo v Křišťálové Lupě.
Vyhledávání Google funguje i jako kalkulátor (např. 7*5-4, e^(i pi) – viz Eulerova rovnost), převod jednotek (např. 100 km/h in mph), poskytuje užitečné hodnoty (speed of light, answer to life, the universe, and everything – viz Odpověď na otázku života, vesmíru a vůbec), definice pojmů (např. define:ad hoc), informace o filmech a hercích apod.

### Hardware
Google běží na několika serverových farmách používajících operační systém GNU/Linux. Tyto farmy fungují jako distribuovaný systém, ve kterém je veškerá funkcionalita redundantně jištěna. Přesné informace o vlastnostech a umístění této techniky nejsou známy, podle informací z roku 2000 (John Hennessy, David Patterson: Computer Architecture: A Quantitative Approach) tehdy cluster Googlu obsahoval asi 6 000 procesorů a 12 000 běžných IDE disků, přičemž sídlil ve čtyřech lokalitách: dvou v Silicon Valley a dvou ve Virginii. Každá lokalita měla k dispozici vysokorychlostní připojení k Internetu typu OC 48 (2 488 Mb/s) a připojení typu OC 12 (622 Mb/s) k ostatním lokalitám.
Podle informací uveřejněných firmou Google při jejím vstupu na burzu v dubnu 2004 se současný obsah serverové farmy odhaduje na:[zdroj?]
- 719 racků
- 63 272 počítačů
- 126 544 procesorů
- 253 088 GHz výpočetního výkonu
- 126 544 GiB operační paměti
- 5 062 TiB kapacity pevných disků

Podle tohoto odhadu by serverová farma Googlu tvořila nejvýkonnější superpočítač na světě.

### Software, PageRank
Program nazývaný Googlebot pravidelně žádá aktuální verze všech webových stránek, o kterých ví. Pokud na nějaké stránce nalezne (hypertextový) odkaz na jemu dosud neznámou stránku, přidá ji do své databáze. Načtené stránky ukládá do svého archívu, ve kterém je pak analyzuje a indexuje, čímž umožňuje jejich rychlé prohledávání. Data archívu a indexů zabírají několik terabytů.
Pro hodnocení stránek, které odpovídají zadanému hledanému výrazu, používá Google algoritmus nazývaný PageRank. Ten spočívá v tom, že se pro každou indexovanou stránku specifickým postupem vypočítá specifická hodnota, závislá na tom, kolik (a jak významných) stránek na tuto stránku odkazuje. Hojně odkazované stránky jsou považovány za důležitější, takže jsou ve výsledcích vyhledávání uvedeny na předních místech. Kromě tohoto základního kritéria používá Google mnoho dalších vlastností, z nichž některé nejsou ani veřejně známy.
Google dokáže indexovat nejenom textové a HTML stránky, ale také dokumenty ve dvanácti dalších formátech (např. PDF, PostScript, Microsoft Word, Microsoft Excel či Shockwave Flash).

## Další služby poskytované Googlem
Navíc k internetovému vyhledávači nabízí Google některé další služby:

### Android
Android je operační systém určený zejména pro mobilní zařízení (chytré telefony, PDA, navigace, tablety), vyvinutý původně společností Android Inc., kterou akvizicí převzal Google v roce 2005. Společnost Google následně celou platformu i se zdrojovými kódy předala sdružení firem Open Handset Alliance, jejímž je také členem. Platforma Android byla ohlášena 5. listopadu 2007. Systém Android 1.0 byl oficiálně i s vývojovým prostředím představen 23. září 2008. První chytrý telefon s operačním systémem Android je T-Mobile G1 (od výrobce HTC).
Přestože je Android v roce 2018 nejrozšířenějším operačním systémem na mobilních telefonech, výroba těchto telefonů je na hranici ziskovosti a Google platí výrobcům miliardy amerických dolarů. Za první tři měsíce roku 2018 zaplatil Google výrobcům 2,9 miliardy dolarů, o 60 % více než v roce 2017. Protože ročně Google přispívá 12 miliardami dolarů a příjmy z prodejů mobilních telefonů s Androidem byly v roce 2017 vyčísleny na 120 miliard dolarů, Google tak přispěl výrobcům 10 %.

### Google Chrome
Google Chrome je svobodný webový prohlížeč společnosti Google. Je založen na open source frameworku WebKit. Pro Windows je dostupný ke stažení od 2. září 2008 ve 43 jazycích včetně češtiny.

### Gmail
1. dubna 2004 představil Google svou novou službu s názvem Gmail (Google Mail – pošta), což je webmailový server s velkou kapacitou schránky (nyní činí 15 GB), odlišným rozhraním (vícenásobně kombinovatelné „záložky“ místo rozdělování pošty do složek) a výkonným vyhledáváním. Faktem je, že existuje velmi malé promile uživatelů, kteří by tak velkou schránku potřebovali.
Vzhledem k datu spuštění a počáteční nabídce na tehdejší dobu neuvěřitelné kapacity 1 GB (Hotmail tehdy nabízel 2 MB schránku) existovalo po jistou dobu podezření, že se jedná jen o aprílový žert. Po ověření informací o projektu Gmail většina dosavadních provozovatelů reagovala zvýšením kapacity, např. Hotmail nyní poskytuje 5 GB s možností automatického navýšení. Na tato zvyšování u konkurence Google reagoval zavedením trvalého zvyšování kapacity – aktuální dostupná velikost schránky je vidět na úvodní stránce služby (http://gmail.com).

#### Kritika
Gmail se setkal s rozsáhlou kritikou ohledně otázek ochrany soukromí. Při čtení e-mailových zpráv se v postranním sloupci zobrazují reklamy, které jsou cílené podle obsahu čtené zprávy. Toto cílení je však prováděno automaticky počítačovým programem, bez porušení listovního tajemství nějakým člověkem. Dalším kontroverzním tématem byla věta z podmínek používání služby, podle níž kopie e-mailů mohou po nějakou dobu zůstat uložené na serverech Google, přestože je uživatel ze svého účtu smazal nebo účet úplně zrušil. Mnoho lidí se obávalo, že Google hodlá trvale archivovat jejich korespondenci. Později zástupci Google objasnili, že se jedná pouze o technický požadavek, ale Google se zavazuje podniknout rozumné kroky k odstranění smazaných informací v co nejkratším prakticky dosažitelném čase.

### Učebna Google
Dne 12. srpna 2014 Google představil volně dostupnou službu Učebna Google (Google Classroom), která má zprostředkovávat výuku na dálku. Ve službě je možné vytvořit online třídu, ve které je možné:
- posílat oznámení do společného streamu
- přidávat odkazy, soubory nebo třeba videa
- zadávat, přijímat a známkovat úkoly
- komunikovat se studenty
- využívat videohovory přes službu Google Meet

### G Suite
G Suite je balíček aplikací Google určený pro nasazení na vlastní doméně. Obsahuje služby Gmail, Google Talk, Kalendář Google, Dokumenty Google, Page Creator a Úvodní stránka, které doplňuje Ovládací panel správce. V češtině jsou nabízeny tři verze, bezplatné Standard a Education (pro školy) a placená Premier (zpoplatněno roční platbou za uživatele). Verze Education a verze Premier mají navíc přístup k API pro integraci do stávající infrastruktury, k aplikacím a službám třetích stran, k nástrojům pro migraci pošty a k nepřetržité asistenci včetně telefonické podpory pro případ kritických problémů.
Od prosince 2012 není bezplatná verze dostupná.

### Google Ads
Google Ads jsou cestou, jak nakoupit vysoce cílenou reklamu placenou za prokliky (PPC) bez ohledu na velikosti rozpočtu. Reklamy z AdWords se zobrazují podél výsledků hledání v Google a také na vyhledávacích a obsahových stránkách jeho partnerů.

### Google AdSense
Google AdSense je pro majitele webových stránek libovolného rozsahu rychlý a snadný způsob, jak na svých obsahových stránkách zobrazovat relevantní textové reklamy a vydělávat tím peníze. Protože reklamy souvisejí s tím, co uživatelé na stránkách hledají, jde o způsob, jak obsahové stránky využít k výdělku a zároveň je obohatit odkazy.

### Google Analytics
Google Analytics je online aplikace, která umožňuje uživateli monitorovat návštěvníky svých webových stránek, zjistit, sledovat a porovnávat podrobné informace o jejich aktivitě na webu uživatele. Služba je dostupná v češtině.

### Google Earth
Google Earth je virtuální glóbus, dříve známý jako Earth Viewer. Tento software byl vytvořen firmou Keyhole, Inc. a v roce 2004 zakoupen portálem Google. Jedná se o program, který umožňuje prohlížet Zemi, oblohu, Mars a Měsíc jako ze satelitu. Umožňuje naklonění a přiblížení, někdy i ve velkém rozlišení, zobrazení 3D modelů větších měst, cestování v čase[zdroj?], zobrazení slunečního světla nad krajinou a mnohé další. Od dubna 2010 je pro uživatele dostupná tato služba také prostřednictvím internetového prohlížeče jako jedna z možností zobrazení v mapách Google Maps (po instalaci Google Earth pluginu).

### Google Scholar
Google Scholar je aplikace vyhledávací technologie Google zaměřená na obsah akademického charakteru. Index vyhledávače Google Scholar zahrnuje veřejně přístupný obsah, knihy i články přístupné pouze uživatelům placených archívů jako ACM Digital Library či IEEE Xplore.
Podobně jako internetový prohledávač, i Google Scholar prohledává plný text dokumentů, nadto umožňuje omezit výsledky vyhledávání podle autora, vydavatele, data publikace, předdefinovaných tematických okruhů či části titulu hledaného dokumentu.

### Google Tag Manager
Google Tag Manager (zkráceně GTM) je způsob, jak pomocí jednoho kódu vkládat na web další měřicí kódy pouze přes webové rozhraní. GTM byl spuštěn 1. října 2012 a je poskytován zdarma. Podporuje správu uživatelských rolí a verzování.

### Google Web API
Google Web API (též Google Web Services) je aplikační rozhraní (API), které registrovaným vývojářům umožňuje jednoduchý přístup k datům z Googlu pomocí rozhraní SOAP. Využívání této služby je zdarma, ovšem s limitem 1 000 dotazů denně od jednoho vývojáře. Pomocí Google Web API fungují některé populární služby jako Google Alert (umožňuje sledovat výsledky vyhledávání zadané fráze a zasílání výsledků e-mailem) nebo Google Dance Tool (sledující procházení Internetu GoogleBotem a výpočet PageRanku).

### Asistent Google
Asistent Google je chytrý virtuální asistent. Podporuje telefony, tablety, reproduktory, chytré displeje, televize a další. Je dostupný asi v 15 jazycích včetně angličtiny, němčiny a polštiny, čeština je stále ve vývoji.

### Disk Google
Disk Google je internetová aplikace, slouží jako cloudové úložiště. Umožňuje uživateli synchronizovat složku na svém lokálním disku se složkou v úložišti. Uživatelé mají možnost on-line vytvářet speciální soubory typu dokument, tabulka, prezentace, dotazník, nákres. Dokumenty Google Disku jsou obdobou Microsoft Office Online.

### Mapy Google
Mapy Google (Google Maps) je internetová mapová aplikace a technologie poskytovaná zdarma (pro nekomerční použití) společností Google. Služba nabízí mapy ulic, plánovač cest pro cestování pěšky, automobilem nebo veřejnou dopravou a polohu podniků v mnoha zemích po celém světě. Mapy Google nabízejí satelitní snímky ve vysokém rozlišení mnoha městských oblastí ve velkých zemích.

### Nákupy Google
Od prosince 2003 běží ve zkušebním provozu služba Nákupy Google, která umožňuje vyhledávání v předmětech nabízených k on-line prodeji. Tato služba funguje i ve verzi ve Wireless Markup Language (WML), což umožňuje její využití i přes mobilní telefony a další přenosná zařízení s podporou WML. Dne 18. dubna 2007 byla služba Froogle přejmenována na Google Product Search.

### Obrázky Google
Google je schopen vyhledávat obrázky podle jejich popisků, názvu a textu, který se na webových stránkách objevuje v jejich blízkosti. Tato služba se nazývá Obrázky Google. Google uchovává zmenšeniny indexovaných obrázků, což mu umožňuje při vyhledávání nabízet náhledy nalezených dokumentů.
Vyhledávání lze omezit na určitou velikost obrázku (velká, střední, ikona, větší než, přesně), typ obrázku (obličej, fotografie, klipart, kresba), barvy obrázku (libovolná, plné barvy, černobílá nebo 12 dalších barev). U vyhledaných obrázků lze také nastavit zobrazení velikosti fotografie. Po najetí kurzorem na obrázek lze obrázek trochu zvětšit a zobrazit tak název obrázku, internetovou adresu obrázku, velikost obrázku, dokonce i podobné obrázky.
V roce 2006 Google zprovoznil webovou aplikaci Obrázků Google, která umožňuje zájemcům anotovat obrázky z indexu Obrázků Google formou interaktivní hry.

### Překladač Google
Překladač Google (Google Translate) je on-line služba provozovaná Googlem od roku 2006. Překládá zdarma a rychle slova, věty a webové stránky. Tato služba je zabudována v nejnovější verzi internetového prohlížeče Google Chrome, kde automaticky detekuje cizí jazyk a ve formě vysouvací nabídky pod adresním řádkem nabídne okamžité přeložení stránky či dokumentu. Google během roku 2015 umožnil, aby uživatelé mohli pomoci s překládáním – tato funkce se nazývá Google Translate Community.

### Skupiny Google
Google poskytuje archiv usenetových diskusních skupin a e-mailové konference pod názvem Skupiny Google (původně koncem 90. let tuto službu poskytovala odlišná společnost s názvem DejaNews, jejíž archiv Google počátkem roku 2001 odkoupil).

### Upozornění Google
Upozornění Google (Google Alerts) poskytují e-mailové zprávy o nejnovějších výsledcích vyhledávání Google na základě předem zvoleného tématu.

### Weby Google
Služba z balíku Google Apps umožňující i bez znalosti programování vytvořit internetové stránky. Postačí pro jednoduché stránky pro osobní projekty.

### Zprávy Google
V dubnu 2002 představil Google beta verzi automatického agregátoru zpráv nazvaného Zprávy Google. Tato služba funguje v pěti jazycích: angličtina, němčina, francouzština, španělština a italština. Počítačový program zcela automaticky vybírá zprávy z internetových stránek zpravodajských médií. Z nalezených článků nabízí prvních 200 znaků spolu s odkazem na celý text článku na původním serveru. Ve Zprávách Google se dá vyhledávat jak pomocí klíčových slov, tak podle data vydání zprávy (což se může lišit od data, kdy ke zmiňované události došlo), popř. podle zdroje zprávy. Zprávy jsou řazeny do tematických skupin a uživatelé se mohou přihlásit k odběru informací o událostech, které vyhovují zadaným klíčovým slovům. Pokud se objeví odpovídající článek, je uživateli zaslán e-mail. Od listopadu 2007 funguje na adrese zpráv Google i česká verze této služby. Se spuštěním českých Zpráv Google čítá rodina Zpráv Google 48 regionálních verzí v 19 různých jazycích.

### SketchUp
Google SketchUp je CAD software pro tvorbu 3D modelů. Na trhu je verze 8. Tento program umožňuje nejen vytvářet 3D objekty a texturovat jejich povrch, ale umožňuje také geografické umístění kdekoliv na Zemi prostřednictvím Google Earth a propojení se softwarem GIS. Existují dvě verze – základní bezplatná a pokročilá placená.

### Hardware a sítě
Google začíná pronikat i do hardwarové výroby. V roce 2010 představil sérii Google Nexus, která zahrnuje smartphony jako Nexus One, Nexus S a Galaxy Nexus, jakož i tablet Nexus 7. Na sérii Google Nexus vždy Google spolupracuje s jinými výrobci mobilního hardwaru, např. se Samsungem na Galaxy Nexus.
Google také proniká do oblasti poskytování připojení k internetu a internetové infrastruktury. V roce 2011 Google zahájil projekt Google Fiber, který si klade za cíl poskytnout levné vysokorychlostní optické připojení do každé domácnosti. V roce 2012 Google začal s budováním první optické sítě v Kansas City, které leží na hranici mezi státy Missouri a Kansas.

### Formuláře Google
Formuláře Google (Google Forms) jsou službou umožňující vytvářet formuláře.

### Další služby
- Google občas uvede namísto oficiálního loga takzvaný Google Doodle (Sváteční logo Google), což je humorná varianta nápisu Google.
- V listopadu 2008 na serverech Google zpřístupnil americký časopis LIFE svůj archiv otištěných fotografií (téměř 10 milionů).[17]

## Ukončené služby

### Google Answers
Služba umožňovala nalézt řešení problémů, o kterých se tazateli nepodařilo na internetu nalézt dostatek informací. Uživatel položí dotaz a nabídne za jeho zodpovězení peněžitou odměnu v rozsahu $2–$200 (plus fixní poplatek $0,50). Některý z registrovaných dobrovolníků pak na tento dotaz odpoví, za což dostane slíbenou odměnu (bez 25 %, které si ponechá Google). Tato zodpovězená otázka však poté zůstává volně (a zdarma) přístupna všem. Od ledna 2008 již služba nové dotazy nepřijímá.

### Google Code
Google Code je portál Google pro vývojáře, v jehož rámci poskytuje informace o API poskytovaných služeb a zveřejňuje některé softwarové balíky pod open-source licencí.
Příkladem takovéhoto balíku je Google Web Toolkit (GWT).
Služba byla v březnu 2015 uzavřena pro nové projekty, možnost aktualizace stávajících projektů byla ukončena 24. srpna 2015, 25. ledna 2016 byla služba ukončena úplně, dostupné zůstaly pouze balíčky tar se zdrojovými kódy (nejméně do konce roku 2016).

### Google Desktop Search
Google Desktop Search byla aplikace umožňující prohledávání e-mailů, souborů, fotografií, hudby, chatů, pošty Gmail, navštívených webových stránek atd. Aplikace umožňovala shromažďování nových informací z webu a udržování pořádku prostřednictvím miniaplikací a postranního panelu. Miniaplikace Google jako např. počasí, zprávy, poznámky apod. bylo možné umístit kamkoli na plochu. Pro větší pořádek bylo možné aplikace umístit do postranního panelu. Aplikace byly přeloženy i do českého jazyka.

### Google Directory
Google Directory (Google adresář) umožňoval vyhledávat stránky podle kategorií. V tomto projektu Google spolupracoval s katalogem Open Directory Project, který je, podobně jako Wikipedie, administrován komunitou dobrovolníků z řad uživatelů internetu.

### Google Reader
Služba Google Reader pracuje jako webová čtečka, ke které lze přistupovat pouze přes webové rozhraní. Pro syndikaci obsahu využívá rodiny formátu Atom a RSS. Provoz Google Readeru byl ukončen k 1. červenci 2013.

### Google Wave
Projekt představený společností Google 28. května 2009 na konferenci Google I/O. Jednalo se o webovou aplikaci a počítačovou platformu snažící se sjednotit e-mail, instant messaging, wiki a sociální sítě. V průběhu roku 2009 byl Google Wave postupně zpřístupňován vybraným uživatelům, pro veřejnost byl vydán 19. května 2010; 4. srpna 2010 však byl vývoj projektu ukončen, neboť podle Googlu nezaznamenal dostatečný zájem uživatelů.

### Google URL Shortener
Zkracovač Goo.gl byl představen roku 2009. Od 13. dubna 2018 přestal být dostupný pro nové a anonymní uživatele. Pro uživatele, kteří službu již někdy použili, byla služba dostupná do 30. března 2019. Vytvořené odkazy byly nadále funkční. V červenci 2024 Google oznámil, že platnost stávajících odkazů zkracovače Goo.gl skončí 25. srpna 2024.

### Google+
Google+ (také Google Plus nebo zkratka G+) byla sociální síť, kterou Google uvedl 28. června 2011 jako přímou konkurenci Facebooku. Hlavní zbraní proti největšímu konkurentovi byly takzvané kruhy, do kterých bylo možné přidávat své přátele z různých oblastí a pohodlně s nimi poté sdílet. Další zbraní byla silná provázanost na ostatní služby Googlu. V době uvedení fungovala síť jen jako uzavřená komunita, do které se bylo možné dostat jen s pozvánkou, kterých byl zpočátku nedostatek. Přesto během prvního týdne do Google+ proniklo přes osm milionů uživatelů. Síť ukončila provoz v dubnu 2019.

### Orkut
Orkut je komunitní server. Funguje na principu socioware. Sdružuje uživatele, kteří mají společné zájmy, bydliště, národnost, zaměstnání anebo se navzájem znají. Server Orkut vymyslel Orkut Büyükkökten, zaměstnanec společnosti Google, která jej i provozuje. Služba byla ukončena 30. září 2014 a nahrazena komplexnější sociální sítí Google+.

### Picasa
Picasa byl freewarový počítačový program pro správu, katalogizaci, úpravu a předvádění obrázků, především digitálních fotografií. Umožňoval katalogizaci do alb, přidávání tagů, objednávání tisku fotografií a mnoho dalšího. V pozdější verzi byla integrována podpora pro Picasa Web Albums – web pro online sdílení fotografií, podobný např. Flickru.
Na fotografiích bylo možné provádět základní úpravy jasu a barevného podání. K dispozici byla řada filtrů. Velkou výhodou bylo, že se úpravy neprováděly na originálu, ale pouze v programu – i přesto poskytovala Picasa nadstandardní rychlost prohlížení.

## Hardware

### Clips
Fotoaparát, který neustále sleduje okolí a automaticky zachycuje důležité okamžiky. Zařízení rozpoznává důležité lidi podle toho, se kterými majitel zařízení tráví nejvíce času, dokáže identifikovat jejich obličeje a rozpoznat nudné chvíle od klíčových okamžiků. Podle Googlu Clips nekomunikuje s externími servery.

## Google Cookie
V roce 2010 bylo detekováno, že mezi cookies v prohlížeči se objevuje cookie serveru google.com pojmenované jako PREF i bez toho, aby uživatel navštívil nějakou stránku Googlu. Jedná se o cookie, které je součástí ochrany Safe Browsing, Googlem vytvořené ochrany uživatelů před malware, kterou využívají prohlížeče Safari, Google Chrome a Mozilla Firefox. Stejné cookie je ale využíváno i jinými službami Googlu. Umožňuje tak mezistránkové sledování tlačítka +1. Toto cookie je společně s adresou stránky, ve které se tlačítko +1 nachází, obsaženou v hlavičce referer posíláno Googlu kdykoli, kdy je stránka obsahující toto tlačítko načtena. Přestože cookie neobsahuje osobní údaje uživatele, obsahuje kód, který umožňuje identifikovat, že se jedná o stejného uživatele. Podle Googlu je ale tato informace využívána výhradně pro účely údržby a ladění systému. Zajímavé je, že jiná služba Googlu, kterou mají prohlížeče předinstalovánu, služba Search Suggestions se cookie nastavovat nepokouší. Internet Explorer používá svůj systém ochrany uživatelů, takže u něj se cookie PREF serveru .google.com automaticky neobjevuje.
Automatické objevování se tohoto cookie a jeho odesílání Googlu při využívání Safe Browsingu byly nahlášeny jako chyby prohlížeče Mozilla Firefox.

## Inovace města Mountain View
V roce 2018 byla představena jedna z konečných verzí projektu inovace domovského města Googlu Mountain View. Za projektem stojí společnosti Bjarke Ingels a Heatherwich Studio. Záměrem Googlu je vytvořit modernější zázemí pro své zaměstnance, které má být šetrné k životnímu prostředí. Mountain View by se podle projektu mělo stát „chytrým zeleným městem“ s minimálním podílem automobilové dopravy, převládat by měla doprava pěší. V severní oblasti Mountain View by měly na milionu čtverečních metrů vzniknout kanceláře, osm tisíc domů a asi šest tisíc bytů, z nich pětina bytů by měla být cenově dostupná. Podle předběžných odhadů by měl projekt trvat 10 let.

## Kritika a kontroverze
Pro svou vysokou efektivitu je Google nejpopulárnějším internetovým vyhledávačem. To s sebou ovšem nese i určité rysy monopolu a množství kritiky, i když lze říci, že vzhledem ke svému postavení na trhu je Google stále i technickou komunitou neobvykle oblíbeným.
Při zavádění nových služeb (Google Toolbar, Google Mail, Google analytics) se pravidelně ozývají názory, které tvrdí, že Google získává stále větší množství dat o uživatelích Internetu.
Google se roku 2009 připojil ke sledovacímu programu PRISM.
Kritika Google se výrazně zvýšila po jeho expanzi do Číny, kdy souhlasil, že se podřídí čínským zákonům a omezí výsledky vyhledávání tak, aby byly v souladu s místním právem (kdyby tyto požadavky nesplnil, čínská vláda by Google zakázala). Toto mělo za následek, že čínská verze neobsahuje státu nepohodlné odkazy. To bývá často označováno za nepřípustnou cenzuru a podporování komunistického režimu, Google naopak odporuje, že takto dává Číňanům přístup alespoň k části informací a tím podporuje jejich rozvoj.
Podle Mathiase Döpfnera má Google větší sféru vlivu, než si lidé myslí, a přirovnává ho ke státním monopolům. Podle něj „s výjimkou biologických virů není na světě nic, co by se šířilo tak rychle, efektivně a agresivně jako právě tyto technologické platformy“, jako je právě Google.
V roce 2012 sjednotil pravidla užívání všech svých služeb, na všechny začal pohlížet jako na jeden produkt a informace o uživateli začal používat napříč všemi službami, do propojení nebyla zařazena pouze služba Google Wallet a knihovna Google Books. Podle Googlu to bylo proto, aby používání Googlu bylo jednodušší a intuitivnější a aby s uživatelem jednal jako s jedním uživatelem. Některá média ale upozornila, že tím vznikl prostor pro lépe cílenou reklamu, a tedy i větší zisk.
Kontroverzi také vzbudilo propuštění zaměstnance Jamese Damorea, který vyjádřil svůj názor v dokumentu "Google's Ideological Echo Chamber", který se týkal pozitivní diskriminace ve společnosti.
Google algoritmicky určuje, které výsledky návštěvníkům zobrazí. Problémem je, že tyto algoritmy jsou ovlivnitelné vstupními daty do těchto algoritmů, takže je možné, že na první místa mezi vyhledané výsledky se může dostat vymyšlená informace, např. po případu střelby v kostele v Texasu se na prvních místech při vyhledávání jména střelce objevovala vymyšlená informace, že střelec byl radikální komunista napojený na hnutí Antifa. Pokud Google zjistí nějaký takovýto problém, je řešen ručním zásahem. Ještě v roce 2018 ale málokdo řešil, jestli výsledky dodané Googlem někdo nebo něco ovlivnilo tak, aby se uživatel nedozvěděl něco, co nemá vědět.
Google sleduje polohu zařízení, i když to uživatel nechce.
V roce 2021 vydal bývalý zaměstnanec firmy Zach Vorhies knihu "Google Leaks" obsahující interní dokumenty firmy jako např. černou listinu zpravodajských (pravicových) webů, které se nebudou pod vyhledávacím řádkem zobrazovat, když budou lidé vyhledávat na telefonu se systémem Android. Generální ředitel firmy Sundar Pichai přitom v Kongresu pod přísahou uvedl, že taková listina neexistuje.

## Vývoj loga
Za dobu své existence vystřídala společnost řadu log.

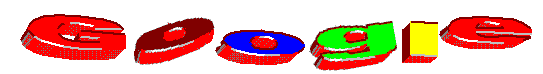
1997–1998
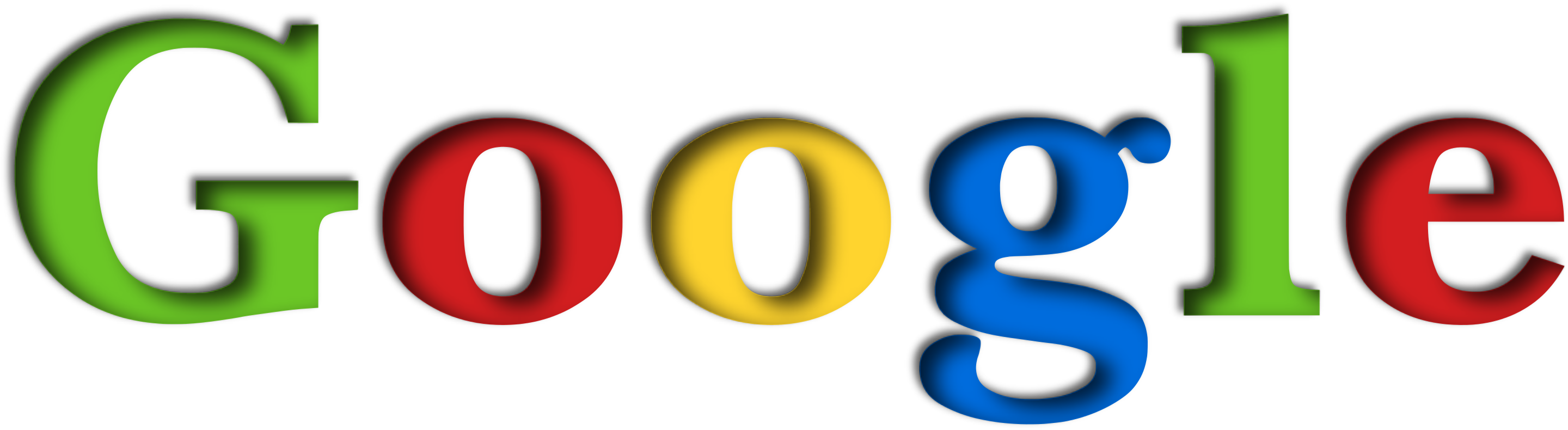
1998
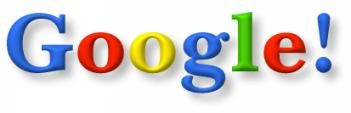
1998–1999
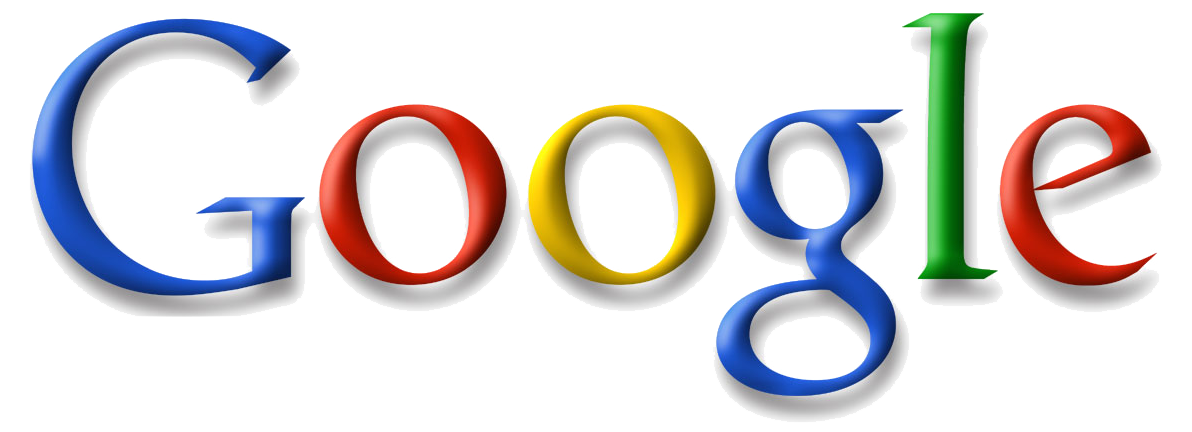
1999–2010
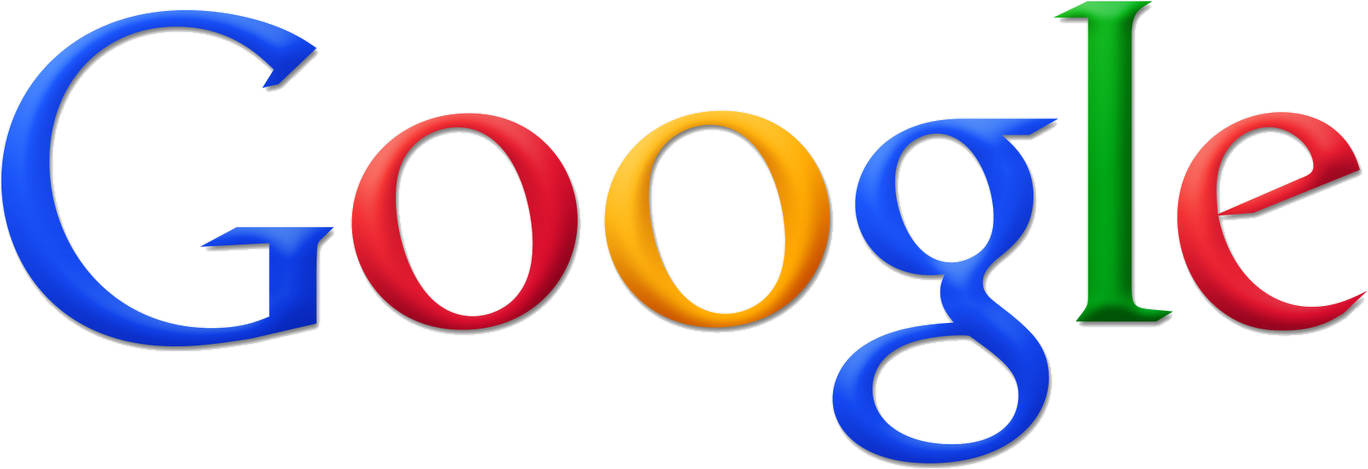
2010–2013
2013–2015
2015–současnost

## Produkty Google
- Google Cardboard (2014)
- Google Glass
- Google Home
- Google Wifi
- Google DayDream VR

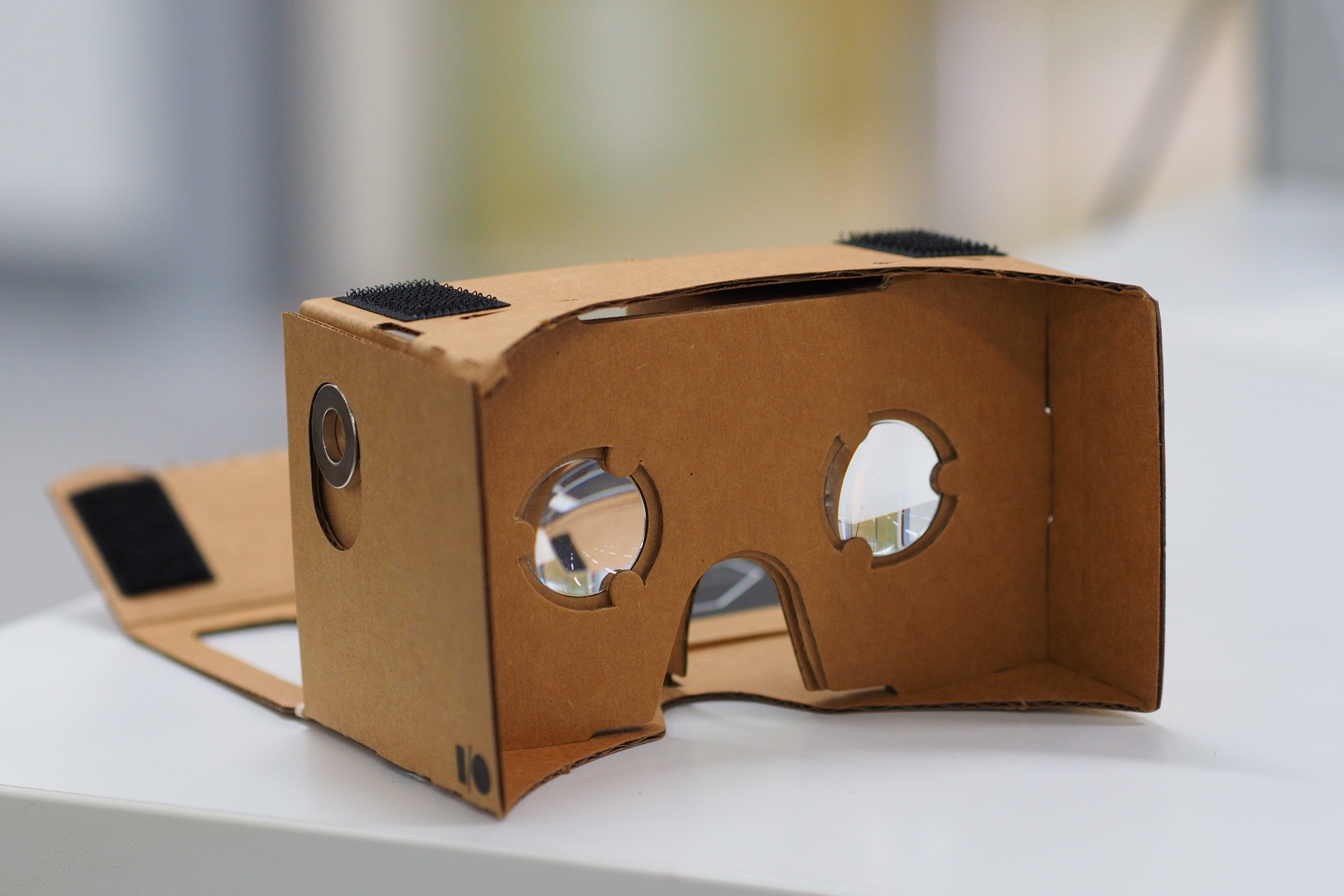
Google Cardboard

- Google Chromecast / Chromecast Ultra
- řada Google Pixel
- řada Google Chromebook